# Eptatretus profundus
Eptatretus profundus är en ryggsträngsdjursart som först beskrevs av Barnard 1923.  Eptatretus profundus ingår i släktet Eptatretus och familjen pirålar. IUCN kategoriserar arten globalt som livskraftig. Inga underarter finns listade i Catalogue of Life.